# Караклеу
Караклеу (рум. Caraclău) — село у повіті Бакеу в Румунії. Входить до складу комуни Бирсенешть.
Село розташоване на відстані 213 км на північ від Бухареста, 33 км на південний захід від Бакеу, 115 км на південний захід від Ясс, 141 км на північний захід від Галаца, 111 км на північний схід від Брашова.

## Населення
За даними перепису населення 2002 року у селі проживали 1247 осіб, усі — румуни. Усі жителі села рідною мовою назвали румунську.